# Timo Schäfer

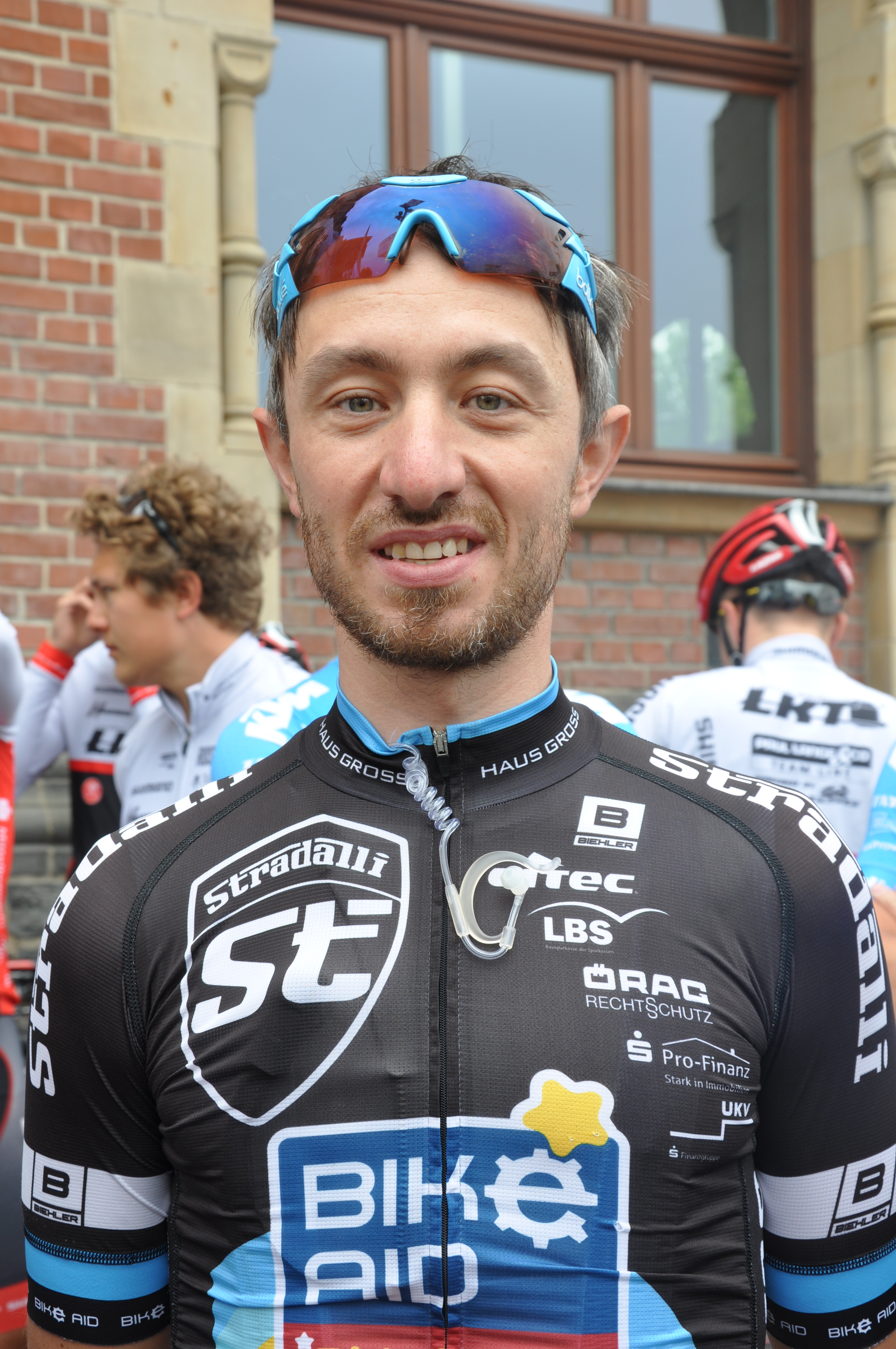
Timo Schäfer, Rund um Köln 2016

Timo Schäfer (* 9. August 1982) ist ein deutscher Radrennfahrer.
Schäfer ist Mitgründer und Mitverantwortlicher des UCI Continental Teams Bike Aid, für das er seit  dem Jahr 2014 Rennen fährt. Seine bis dahin bedeutendste Platzierung war der zehnte Platz im Paarzeitfahren Duo Normand im Jahr 2018 mit seinem Teamkollegen Daniel Bichlmann, durch die er auch Punkte für die UCI-Weltrangliste erhielt.

## Teams
- 2014 Bike Aid-Ride for Help
- 2015 Bike Aid
- 2016 Stradalli-Bike Aid
- 2017 Bike Aid
- 2018 Bike Aid